# 흐로드나
흐로드나(벨라루스어: Гро́дна, 러시아어: Гро́дно 그로드노[*], 리투아니아어: Gardinas, 라트비아어: Grodņa, 폴란드어: Grodno)는 벨라루스의 도시로 흐로드나 주의 주도이며 인구는 327,540명(2009년 기준)이다. 네만강과 접하고 있고 폴란드, 리투아니아와 국경을 접한다.

## 역사
1127년에 도시가 형성되었으며 1240년대부터 1250년대까지는 튜턴 기사단의 공격을 받았다. 14세기부터는 리투아니아 대공국의 지배를 받았고 1441년에는 마그데부르크법에 따라 도시 지위를 부여받았다.
폴란드-리투아니아 연방 시대에는 상업, 무역, 문화의 중심지였으며 폴란드의 국왕을 비롯한 왕실 인사들이 이 곳을 자주 방문했다. 1706년, 1708년에는 대북방 전쟁의 전투가 벌어졌다. 1793년에는 폴란드-리투아니아 연방 의회(세임, Sejm)의 마지막 회의가 이 곳에서 열렸으며 1795년에 일어난 제3차 폴란드 분할에 따라 러시아 제국의 지배를 받게 된다.
1919년 제1차 세계 대전의 종전과 함께 폴란드에 편입되었지만 1939년 독소 불가침 조약에 따라 소련에 편입되었다. 제2차 세계 대전의 폴란드 침공 이후에는 독일과 소련 간의 격전지였고 1945년에는 소련이 탈환했다.

## 문화
흐로드나는 벨라루스의 로마 가톨릭교회의 중심지 가운데 한 곳이다. 또한 벨라루스에 거주하는 폴란드인 다수가 거주하고 있기 때문에 벨라루스 내 폴란드 문화의 중심지로 여겨진다. 흐로드나에 위치한 주요 유적으로는 11세기에 건립된 옛 흐로드나 성, 1183년에 건립된 칼로자 교회, 1687년에 건립된 바로크 건축 양식을 띤 성당인 성 프란시스코 사비에르 성당, 1751년에 건립된 신 흐로드나 성이 있다.

## 인구
| 연도                      | 인구    | ±%     |
| ------------------------- | ------- | ------ |
| 1897                      | 46,919  | —      |
| 1939                      | 49,200  | +4.9%  |
| 1959                      | 72,943  | +48.3% |
| 1970                      | 132,471 | +81.6% |
| 1979                      | 194,775 | +47.0% |
| 1989                      | 270,535 | +38.9% |
| 1999                      | 301,600 | +11.5% |
| 2009                      | 327,540 | +8.6%  |
| 2019                      | 355,932 | +8.7%  |
| 출처: pop-stat.mashke.org |         |        |

## 기후
| 흐로드나의 기후                                                  | 흐로드나의 기후 | 흐로드나의 기후 | 흐로드나의 기후 | 흐로드나의 기후 | 흐로드나의 기후 | 흐로드나의 기후 | 흐로드나의 기후 | 흐로드나의 기후 | 흐로드나의 기후 | 흐로드나의 기후 | 흐로드나의 기후 | 흐로드나의 기후 | 흐로드나의 기후 |
| 월                                                               | 1월             | 2월             | 3월             | 4월             | 5월             | 6월             | 7월             | 8월             | 9월             | 10월            | 11월            | 12월            | 연간            |
| ---------------------------------------------------------------- | --------------- | --------------- | --------------- | --------------- | --------------- | --------------- | --------------- | --------------- | --------------- | --------------- | --------------- | --------------- | --------------- |
| 역대 최고 기온 °C (°F)                                           | 15.2 (59.4)     | 15.0 (59.0)     | 24.7 (76.5)     | 29.2 (84.6)     | 32.0 (89.6)     | 34.0 (93.2)     | 35.7 (96.3)     | 36.2 (97.2)     | 34.2 (93.6)     | 25.2 (77.4)     | 17.2 (63.0)     | 12.7 (54.9)     | 36.2 (97.2)     |
| 일평균 최고 기온 °C (°F)                                         | −1.0 (30.2)     | 0.3 (32.5)      | 5.3 (41.5)      | 13.2 (55.8)     | 18.9 (66.0)     | 22.1 (71.8)     | 24.2 (75.6)     | 23.9 (75.0)     | 18.1 (64.6)     | 11.1 (52.0)     | 4.7 (40.5)      | 0.5 (32.9)      | 11.8 (53.2)     |
| 일일 평균 기온 °C (°F)                                           | −3.2 (26.2)     | −2.4 (27.7)     | 1.4 (34.5)      | 7.9 (46.2)      | 13.2 (55.8)     | 16.6 (61.9)     | 18.7 (65.7)     | 18.1 (64.6)     | 13.0 (55.4)     | 7.3 (45.1)      | 2.5 (36.5)      | −1.5 (29.3)     | 7.6 (45.7)      |
| 일평균 최저 기온 °C (°F)                                         | −5.3 (22.5)     | −4.8 (23.4)     | −1.8 (28.8)     | 3.1 (37.6)      | 7.8 (46.0)      | 11.3 (52.3)     | 13.4 (56.1)     | 12.9 (55.2)     | 8.7 (47.7)      | 4.1 (39.4)      | 0.5 (32.9)      | −3.5 (25.7)     | 3.9 (39.0)      |
| 역대 최저 기온 °C (°F)                                           | −33.7 (−28.7)   | −36.3 (−33.3)   | −26.9 (−16.4)   | −9.3 (15.3)     | −6.0 (21.2)     | −0.7 (30.7)     | 3.0 (37.4)      | −1.4 (29.5)     | −4.3 (24.3)     | −13.5 (7.7)     | −19.8 (−3.6)    | −31.6 (−24.9)   | −36.3 (−33.3)   |
| 평균 강수량 mm (인치)                                            | 32.6 (1.28)     | 30.1 (1.19)     | 30.7 (1.21)     | 34.6 (1.36)     | 54.0 (2.13)     | 59.8 (2.35)     | 81.5 (3.21)     | 57.1 (2.25)     | 48.2 (1.90)     | 41.9 (1.65)     | 38.6 (1.52)     | 37.5 (1.48)     | 546.6 (21.53)   |
| 평균 강우일수                                                    | 10              | 7               | 10              | 12              | 15              | 15              | 15              | 13              | 14              | 14              | 13              | 11              | 149             |
| 평균 강설일수                                                    | 16              | 17              | 11              | 3               | 0.1             | 0               | 0               | 0               | 0.03            | 1               | 8               | 15              | 71              |
| 평균 상대 습도 (%)                                               | 87              | 85              | 80              | 72              | 71              | 74              | 74              | 74              | 81              | 85              | 89              | 89              | 80              |
| 평균 월간 일조시간                                               | 39              | 59              | 140             | 177             | 235             | 261             | 262             | 240             | 174             | 94              | 38              | 29              | 1,748           |
| 가능 일조율                                                      | 16              | 22              | 38              | 42              | 48              | 52              | 51              | 52              | 46              | 29              | 15              | 13              | 39              |
| 출처 1: Pogoda.ru.net (평년값: 1991년~2020년, 극값: 1839년~현재) |                 |                 |                 |                 |                 |                 |                 |                 |                 |                 |                 |                 |                 |
| 출처 2: 벨라루스 수문기상부 (일조: 1948년~1949년/1951년~1984년)  |                 |                 |                 |                 |                 |                 |                 |                 |                 |                 |                 |                 |                 |

## 자매 도시
- 폴란드 비아위스토크
- 폴란드 스웁스크
- 프랑스 리모주
- 독일 민덴
- 리투아니아 알리투스
- 리투아니아 드루스키닝카이
- 러시아 힘키
- 러시아 볼로그다
- 러시아 제르진스크
- 러시아 체복사리
- 이스라엘 아슈켈론

## 사진

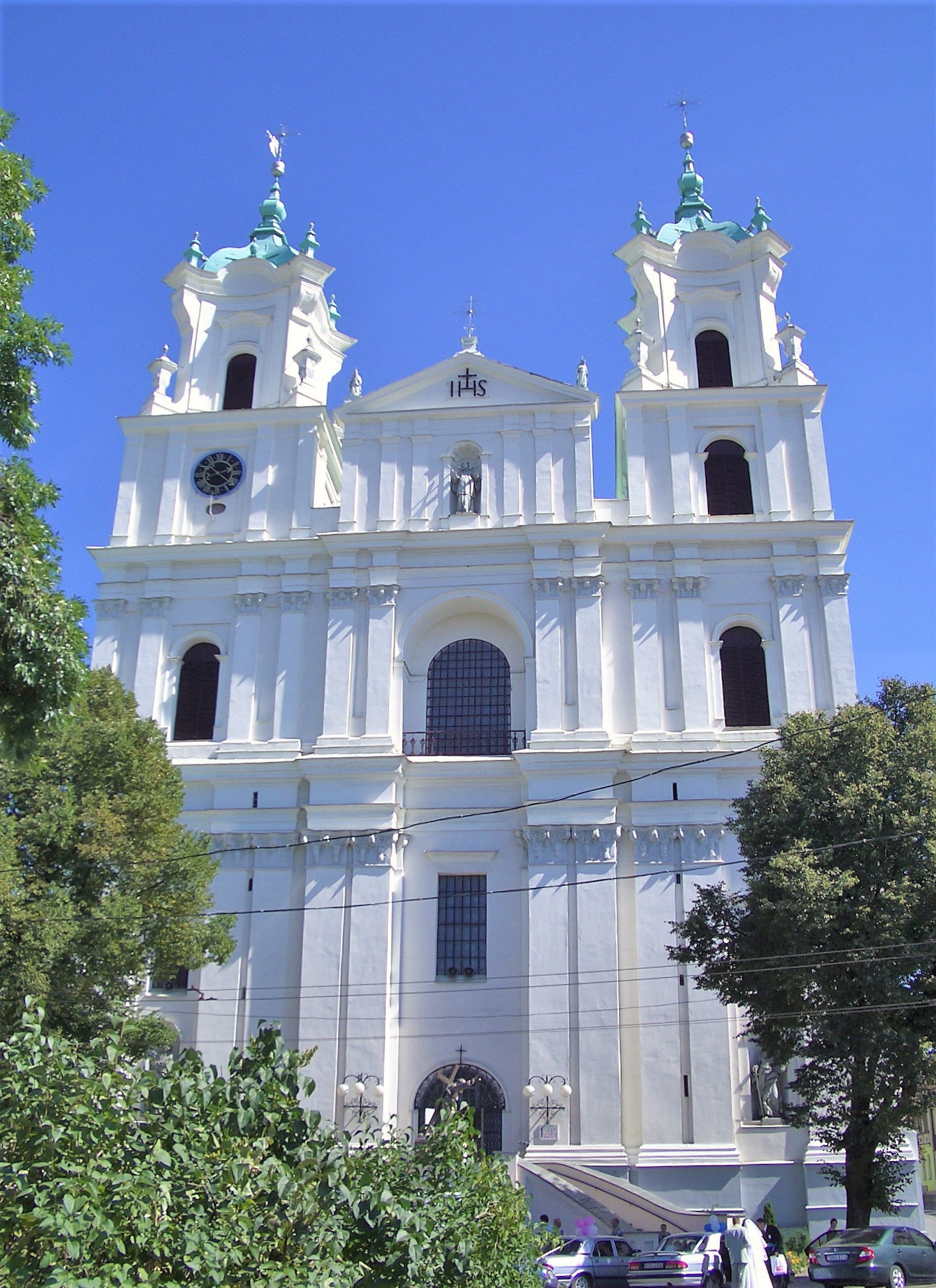
흐로드나 대성당